# Рожков, Вячеслав Александрович
Вячесла́в Алекса́ндрович Рожко́в (24 июля 1939, Кимры — 16 октября 2022, там же) — советский и российский почвовед, доктор сельскохозяйственных наук (1984), профессор, член-корреспондент РАСХН (2003) и РАН (2014). Создатель почвенно-информационной системы «Подзол».

## Биография
Родился 24 июля 1939 года в Кимрах. В 1962 году, после окончания Ленинградской лесотехнической академии работал научным сотрудником, затем директором Сахалинской лесной опытной станции Дальневосточного НИИ лесного хозяйства, с 1968 года — в Почвенном институте им. В. В. Докучаева: младший научный сотрудник, старший научный сотрудник, заведующий лабораторией, заместитель директора (1984), директор (2000), главный научный сотрудник (2016).
В 1969 году защитил кандидатскую диссертацию «Физические и водные свойства почв острова Сахалина и их изменения под влиянием растительности», В 1984 году — докторскую диссертацию «Организация и анализ почвенных данных на основе автоматизированных информационных систем» на стыке дисциплин почвоведение и автоматизированные системы управления информацией. В 1989 году присвоено звание профессора, с 1993 года — действительный член Международной академии информатизации.
С 1984 по 1996 годы — профессор кафедры общего почвоведения МГУ, где вёл спецкурс «Почвенная информатика». С 1995 года — заведующий кафедрой почвоведения Московского государственного университета леса.
Заслуженный деятель науки Российской Федерации (2001). Награждён орденом «Знак Почёта» (1986), медалями: «За доблестный труд. В ознаменование 100-летия со дня рождения Владимира Ильича Ленина» (1972), «В память 850-летия Москвы» (1997), Золотой медалью им. А. В. Чаянова (2003), пятью медалями ВДНХ.
Член редколлегии журнала «Почвы и окружающая среда».
Скончался 16 октября 2022 года. Похоронен в Кимрах на кладбище в Заречье.